# William Henry Phelps
Pour les articles homonymes, voir Phelps.
Ne doit pas être confondu avec William Henry Phelps Jr..
William Henry Phelps est un ornithologue américain, né New York le 14 juin 1875 et mort à Caracas le 8 décembre 1965.

## Biographie
Il est le fils de Dudley F. Phelps, homme de loi, et de Louise Lander née Prince. Il montre, très tôt, un vif intérêt pour les oiseaux. Il est diplômé à la Milton Academy, une école privée de Milton (Massachusetts) en 1892 et de l’Harvard College en 1897. Il interrompt ses études pour mener une expédition ornithologique au Venezuela. Il présente les deux nouvelles espèces qu’il découvre à l’American Museum of Natural History, elles seront décrites par Frank Michler Chapman (1864-1945).
Il rejoint d’abord le Nuttall Ornithological Club puis, en 1895, l’American Ornithologists' Union. Il y rencontre de nombreux ornithologues comme Elliott Coues (1842-1899), Clinton Hart Merriam (1855-1942), Daniel Giraud Elliot (1835-1915), William Dutcher (1846-1920), Edward William Nelson (1855-1934), Charles Emil Bendire (1836-1897), Frederic Augustus Lucas (1852-1929), Joel Asaph Allen (1838-1921), Frank Michler Chapman (1864-1945), Ruthven Deane (1851-1934), Robert Ridgway (1850-1929), William Brewster (1851-1919), Charles Foster Batchelder (1856-1954), Edward Howe Forbush (1858-1929) et Charles Johnson Maynard (1845-1929).
Dès l’obtention de son Bachelor of Sciences, il retourne au Venezuela pour devenir torréfacteur à San Antonio de Maturín. Il projette de ne travailler que quatre ans avant de se retirer pour se consacrer entièrement à l’ornithologie. Son projet aboutit en effet, mais quarante ans plus tard. Il se marie à San Antonio avec Alicia Elvira Tucker, fille d’émigrants britanniques. De cette union naîtront quatre enfants dont l’ornithologue William Henry Phelps Jr. (1902-1988).
En 1903, il s’installe à Caracas où il s’occupe également d’import-export. Il sert également de correspondant pour le New York Herald puis pour l’Associated Press. Il est le premier à importer des automobiles au Venezuela. Il est aussi à l’origine de l’importation des réfrigérateurs et de la cuisson fonctionnant au gaz et à l’électricité. Soucieux du bien-être de ses employés, il installe une coopérative, l’intéressement aux bénéfices et introduit également un demi-jour de congé supplémentaire, le samedi.
Phelps fonde la Phelps Foundation qui finance et organise des expéditions à travers le Venezuela. Il contribue au succès d’une expédition organisée par l’American Museum of Natural History et à laquelle participe son fils. Sa passion pour l’ornithologie ne l’empêche pas d’assister des spécialistes d’autres branches de l’histoire naturelle comme Charles Baker Hitchcock (1906-1969) de l’American Geographical Society ou Bassett Maguire (1904-1990) du Jardin botanique de New York.
Son fils, Billy, est son meilleur assistant ainsi que sa belle-fille, Kathy, dont les préparations des peaux ainsi que ses illustrations étaient réputées. En 1938, Phelps prend sa retraite et se consacre entièrement à l’ornithologie, notamment à l’enrichissement de son muséum et sa bibliothèque. Il fait paraître environ soixante-dix publications dont la Lista de las Aves de Venezuela com su Distribución geográfica, qu’il cosigne avec son fils. Il récolte et décrit pas moins de 219 nouveaux taxons, seul ou avec divers collaborateurs comme Jacques Berlioz (1891-1975), Henry Boardman Conover (1892-1950), Armando Dugand (1906-1971), Ernest Thomas Gilliard (1912-1965), Ernst Schäfer (1910-1992), George Miksch Sutton (1898-1982), Alexander Wetmore (1886-1978) et John Todd Zimmer (1889-1957). Plusieurs oiseaux, deux mammifères, un reptile, deux poisson et un genre de végétaux portent son nom, ainsi qu’une montagne, le pic de Phelps, dans le Cerro de la Neblina. Il reçoit divers autres honneurs dans sa vie dont un titre de docteur des sciences honoris causa de l’université centrale du Venezuela, est fait membre de l’Académie de physique, mathématique et des sciences naturelles vénézuélienne (son fils lui succédera d’ailleurs). Il reçoit également la médaille d’or Geoffroy Saint-Hilaire de la Société nationale d'acclimatation de France en 1954, l’Ordre de la libération par le président du Venezuela en 1955 et, la même année, la médaille Brewster de l’American Ornithologists' Union.
Phelps obtient la nationalité vénézuélienne en 1947 et fait bâtir la première bibliothèque publique de San Antonio de Maturín. Sa collection de 70 000 spécimens et 219 types est conservée à la Colección Ornitológica Phelps de Caracas.

## Source
- Robert Cushman Murphy (1970). In Memoriam : William Henry Phelps, The Auk, 87 (3) : 419-424.  (ISSN 0004-8038)